# گلبرگ‌دم‌های جنوبی
گلبرگ‌دم‌های جنوبی (نام علمی: Austropetalia) نام یک سرده از خانواده گلبرگ‌دمان جنوبی است.